# Guillermo Fernández Hierro
Guillermo Fernández Hierro (Bilbao, 23 mei 1993) is een Spaans voetballer die bij voorkeur als aanvaller speelt. Hij stroomde in 2013 door vanuit de jeugd van Athletic Bilbao.

## Clubcarrière
Guillermo sloot zich op tienjarige leeftijd aan bij Athletic Bilbao. Zeven jaar later mocht hij bij de reserven - Bilbao Athletic - aantreden uitkomend in de Segunda División B. Nadat hij tijdens het seizoen 2013/14 zes doelpunten scoorde in de eerste zeven wedstrijden werd hij door coach Ernesto Valverde bij het eerste elftal gehaald. Op 21 oktober 2013 zat hij op de bank in het thuisduel tegen Villarreal CF. Op 9 november 2013 debuteerde hij voor Athletic Bilbao in de Primera División tegen UD Levante in het San Mamés. Op 23 februari 2014 scoorde hij als invaller zijn eerste doelpunt voor Athletic Bilbao, in een competitiewedstrijd tegen Real Betis.
1 Simón ·
3 Vivian ·
4 Paredes ·
5 Álvarez ·
6 Vesga ·
7 Berenguer ·
8 Sancet ·
9 I. Williams ·
10 Muniain  ·
11 N. Williams ·
12 Guruzeta ·
13 Agirrezabala ·
14 D. García ·
15 Lekue ·
16 Ruiz de Galarreta ·
17 Berchiche ·
18 De Marcos ·
19 García de Albéniz ·
20 Villalibre ·
21 Herrera ·
22 R. García ·
23 Nolaskoain ·
24 Prados ·
29 Ares ·
30 Gómez ·
Coach: Valverde